# Glenea grisescens
Glenea grisescens là một loài bọ cánh cứng trong họ Cerambycidae.